# Madeleine Lacsko
Madeleine Rose Déa Maria de Freitas Lacsko (Santo André, 2 de julho de 1978) é uma escritora, jornalista e youtuber brasileira.
Desde setembro de 2017 é jornalista na Gazeta do Povo, onde atua como apresentadora dos vídeos no canal oficial no Youtube do periódico, além de possuir um blogue hospedado no site da mesma empresa.
A jornalista também tem passagens pela rádio Jovem Pan, como colunista no Brasil-Post e apresentadora da TV Antagonista.  É uma crítica do Partido dos Trabalhadores, após ter trabalhado para o partido, assim como aspectos do bolsonarismo. Lackso também já trabalhou no Supremo Tribunal Federal e como assessora parlamentar na Assembleia Legislativa do Estado de São Paulo.

## Biografia
Entre junho de 2015 a dezembro de 2016 apresentou o programa Radioatividade da rádio Jovem Pan. Em 15 de janeiro de 2017, estreou como apresentadora na TV Antagonista, do site de notícias O Antagonista, função que exerceu até setembro do mesmo ano.  Ainda em setembro de 2017 foi contratada pelo jornal Gazeta do Povo para assumir a apresentação dos vídeos no canal oficial no Youtube do periódico, além de assumir o seu blogue na página da internet da empresa.
É formada em Jornalismo pela Universidade de São Paulo (USP) em 2001.  Fez extensão em Marketing Político e Propaganda Eleitoral na mesma universidade.
Iniciou a carreira no rádio em maio de 1996, como produtora da Rádio Trianon, função em que permaneceu até maio de 1998.  No mesmo mês começou a trabalhar na rádio Jovem Pan como repórter. Durante 10 anos na emissora, atuou na reportagem em várias editorias e tornou-se apresentadora. Comandou e criou diversos programas na área de notícias e variedades. Também atuou nas primeiras transmissões de vídeo da Jovem Pan pela Internet.
Deixou a Jovem Pan em maio de 2008 e, no mesmo mês, assumiu a Coordenadoria de rádio do Supremo Tribunal Federal.  Elaborou a nova programação da Rádio Justiça, que passou a ser voltada para assuntos jurídicos e foi, durante dois anos, responsável pela programação, gerenciamento de equipe e do orçamento da Rádio Justiça, integrando a equipe de comunicação do STF durante a gestão do Ministro Gilmar Mendes.
Em 2009, publicou em conjunto com a cardiologista e diretora do Programa de Tratamento do Tabagismo do Incor Jaqueline Scholz Issa, o livro Sem Filtro – Ascensão e Queda do Cigarro no Brasil, pela Editora de Cultura. A publicação é citada como fonte de informação sobre políticas públicas na área de tabaco pela revista científica internacional Addiction.
Ao sair do STF em maio de 2010, abriu uma pequena empresa de comunicação e consultoria, o que lhe possibilitou desenvolver atendimentos em gestão de mídias sociais e produção de conteúdo, além de assessoria de imprensa. Atua em treinamento de mídia e palestras sobre relações de mídia para autoridades públicas, principalmente na área da Justiça, no Brasil e outros países da América Latina.
Em setembro de 2010, foi selecionada pelo Unicef Angola como Consultora Internacional em Comunicação para o Desenvolvimento, responsável principalmente pela comunicação, mobilização social e defesa junto às autoridades pelo combate e erradicação da pólio em Angola.  Permaneceu na função até abril de 2011, quando retornou ao Brasil para o nascimento do filho, Lourenço, em maio de 2011.[carece de fontes?]
Começou a trabalhar como analista de comunicação e marketing do Grupo CCR, Companhia de Concessões Rodoviárias, em janeiro de 2012 e, em outubro do mesmo ano, tornou-se a primeira Diretora de Comunicação da Change.org no Brasil.
Em maio de 2013 passou a integrar os quadros da Assembleia Legislativa do Estado de São Paulo a convite do deputado Carlos Bezerra Jr., então líder do PSDB, de quem foi assessora. Permaneceu na função até junho de 2015, quando o parlamentar se tornou presidente da Comissão de Direitos Humanos da Alesp.

## Prêmios e homenagens
Recebeu diversos prêmios nacionais de jornalismo, principalmente na área de Direitos Humanos e Meio Ambiente.  Foi condecorada com a Ordem do Mérito da Justiça Militar em 2009 e reconhecimento oficial da Força Aérea Brasileira por serviços prestados em 2008.  Foi selecionada para o International Visitor’s Leadership Program, do Departamento de Estado dos Estados Unidos, na área de jornalismo investigativo.
Foi a única brasileira a ter vencido, em 2009, a categoria mundial do ICDB, International Children’s Day of Broadcasting Award, concedido pelo Unicef em Nova Iorque para a melhor produção de mídia para crianças, em competição com mais de 100 países.  O trabalho foi realizado na Rádio Justiça, do STF.
Em maio de 2017, recebeu da Polícia Militar do Estado de São Paulo o Diploma Mérito da Comunicação por conta de seu trabalho no jornalismo.

## Publicações
- Sem Filtro – Ascensão e Queda do Cigarro no Brasil, Ciranda cultural, ISBN 978-85-2930121-1
- Empreendedorismo e Inovação no Ensino Superior, De Cultura, ISBN 978‐85‐2930175-4
- Formação e Empregabilidade: os Desafios da Próxima Década na Educação, De Cultura, ISBN 978-85-2930152-5
- Identitarismo, a Militância Tabajara: Como o parque de areia antialérgica da sociedade esculhambou as lutas identitárias (2021), ASIN B09XQ8QDM4